# Gaston Rivier (navire)
Pour les articles homonymes, voir Gaston Rivier.
Le Gaston Rivier est un navire de type chalutier armé de la Marine française, en service de 1918 à 1947.